# Kilbourne (Ohio)
Kilbourne – jednostka osadnicza w Stanach Zjednoczonych, w stanie Ohio, w hrabstwie Delaware.